# Астапеева, Елена Ивановна
Елена Ивановна Астапеева (16.05.1918, Гиагинская — 24.06.2002, Северо-Восточные Сады) — передовик советского сельского хозяйства, звеньевая колхоза «Красный садовод» Майкопского района Адыгейской автономной области (ныне — Республики Адыгея). Герой Социалистического Труда (06.05.1948).

## Биография
Родилась в 1918 году в станице Гиагинской. Отец её, Иван Емельянович Калашников, красный партизан, погиб в годы Гражданской войны. Мать, Галина Павловна, эвакуировала детей и спасла их от неминуемой гибели. Когда Кубань была очищена от белогвардейцев, вернулась домой. В 1932 году Галина Павловна вместе с детьми переезжает на хутор Северо-Восточные Сады, что под Майкопом, и вступает в колхоз «Красный партизан» (позднее колхоз имени Энгельса). Пошла в колхоз и пятнадцатилетняя Лена. Сначала она была воспитательницей в детском саду, а затем возглавила комсомольско-молодёжное звено. Девушки выращивали кукурузу, пшеницу, подсолнечник, ухаживали за садами. Работали по-стахановски, неоднократно награждались почётными грамотами.
В 1941 году ушёл на фронт муж Елены — Николай Астапеев. На плечи молодой женщины легло много забот. Самоотверженно трудилась в колхозе. Когда враг приближался к Адыгее вместе с подругами принимала участие в строительстве оборонительных сооружений на Кубани. После освобождения области от фашистских захватчиков Елена Астапеева вместе со всеми восстанавливала разрушенное хозяйство колхоза, принимала активное участие в строительстве Майкопской ГЭС.
Вернулся домой  муж Елены Ивановны — Николай Прокофьевич Астапеев, морской пехотинец, участник десанта на Малой Земле. На груди воина — ордена и медали.
Елена Ивановна по-прежнему возглавляла звено полеводов-колхозниц и соревновалась со звеном Татьяны Ененко. Время было трудное, в хозяйстве не хватало техники, многие трудоёмкие работы выполнялись вручную. Под наблюдением звеньевой механизаторы готовили почву, проводили сев, а полеводы собирали местные удобрения, рассеивали по полям, неоднократно вручную пропалывали посевы озимых и яровых.
В 1947 году её звено собрали по 35,8 центнера озимой пшеницы с гектара с площади 10 гектаров. Это был невиданный по тем временам урожай. Хорошо уродилась в том году и кукуруза, каждый гектар дал 44 центнера зерна. Значительно была перевыполнена плановая урожайность подсолнечника.
«О присвоении звания Героя Социалистического Труда передовикам сельского хозяйства Адыгейской автономной области Краснодарского края»

Указом Президиума Верховного Совета СССР от 6 мая 1948 года присвоить звание Героя Социалистического Труда с вручением ордена Ленина и золотой медали «Серп и Молот»:

2. Астапеевой Елене Ивановне — звеньевой колхоза «Красный садовод» Майкопского района, получившей урожай пшеницы 35,8 центнера с гектара на площади 10 гектаров.
3. Ененко Татьяне Владимировне — звеньевой колхоза «Красный садовод» Майкопского района, получившей урожай пшеницы 31,5 центнера с гектара на площади 10 гектаров...— 
В 1970 году Е. И. Астапеева награждена медалью «За доблестный труд. В ознаменование 100-летия со дня рождения В. И. Ленина».
Двадцать лет проработала Елена Ивановна звеньевой полеводческого звена. Избиралась членом правления колхоза, депутатом сельского, районного Советов народных депутатов.
С 1973 года - персональный пенсионер союзного значения, проживала на хуторе Северо-Восточные Сады Майкопского района.
Умерла 24 июня 2002 года.

## Награды
- Медаль «Серп и Молот» (1948);
- Орден Ленина (06.5.1948)
- Медаль «За трудовую доблесть»
- Медаль «В ознаменование 100-летия со дня рождения Владимира Ильича Ленина» (6 апреля 1970)